# Дзянкувек
Дзянкувек (пол. Dziankówek) — село в Польщі, у гміні Любень-Куявський Влоцлавського повіту Куявсько-Поморського воєводства.
Населення — 107 осіб (2011).
У 1975-1998 роках село належало до Влоцлавського воєводства.

## Демографія
Демографічна структура станом на 31 березня 2011 року:
|          | Загалом | Допрацездатний вік | Працездатний вік | Постпрацездатний вік |
| -------- | ------- | ------------------ | ---------------- | -------------------- |
| Чоловіки | 48      | 5                  | 38               | 5                    |
| Жінки    | 59      | 15                 | 31               | 13                   |
| Разом    | 107     | 20                 | 69               | 18                   |